# Rorippa pinnata
Rorippa pinnata là một loài thực vật có hoa trong họ Cải. Loài này được (Sessé & Moc.) Rollins miêu tả khoa học đầu tiên năm 1960.